# Humvee
El HMMWV (High Mobility Multipurpose Wheeled Vehicle) o Humvee es un vehículo militar multipropósito 4×4 desarrollado por Estados Unidos en la década de 1980.
Ha suplantado en gran parte los papeles servidos antes por el M151 de 2,5 toneladas; también los del M561, sus versiones ambulancia M718A1 y M792, el CUCV, y otros vehículos ligeros militares de los Estados Unidos. Los Humvee fueron denominados originalmente 'Hummer', pero ese término fue reservado más adelante para un vehículo deportivo utilitario basado en el Humvee.  El ejército estadounidense buscó reemplazar el vehículo en el servicio de primera línea bajo el programa Joint Light Tactical Vehicle (JLTV). En 2015, se seleccionó el Oshkosh L-ATV para la producción.

## Desarrollo
Desde 1941, el Ejército de los Estados Unidos empleó los Jeep Willys, un vehículo ligero y de tracción integral diseñado específicamente para uso militar. Además de hacer grandes contribuciones a la historia de los automóviles en el campo militar, con la entrada de una nueva generación de vehículos todo terreno después de la Segunda Guerra Mundial, también hizo contribuciones en áreas más cotidianas con el CJ (jeep civil), con fines civiles. Este automóvil fue reemplazado más tarde por el M151 MUTT desarrollado por Ford en 1951 
En los años 1970, el Ejército de los Estados Unidos concluyó que los automóviles civiles militarizados que utilizaban entonces no satisfacían sus requisitos. Requerían de vehículos con la parte superior blindada, dotado de paneles laterales y traseros reforzados, además, debería tener un parabrisas antibalas. Se exigía un alto rendimiento tanto dentro como fuera de la carretera. Tendrían que poder subir una pendiente del 60°. 
A pesar de que 61 compañías mostraron interés, solamente tres presentaron prototipos. Así nació el primer prototipo de Humvee, el FMC XR311. En 1977, Lamborghini desarrolló el Cheetah para procurar resolver las especificaciones del ejército, desarrollado por Mobility Technology International (MTI). Ambos proyectos fracasaron, pero Lamborghini volvió a intentarlo con el Lamborghini LM002.
En junio de 1981, el Ejército de Estados Unidos finalmente firmó un contrato militar con AM General, para el desarrollo de varios vehículos prototipo, que se entregarían al gobierno de los Estados Unidos para otra serie de pruebas. La compañía, más adelante, hizo el contrato inicial para la producción de 55 000 HMMWV, que se entregarían en 1985.

### Modificaciones

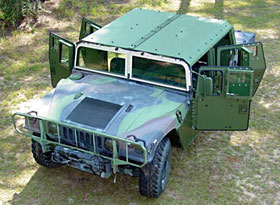
Un HMMWV con blindaje especial "bolt-on MAK".

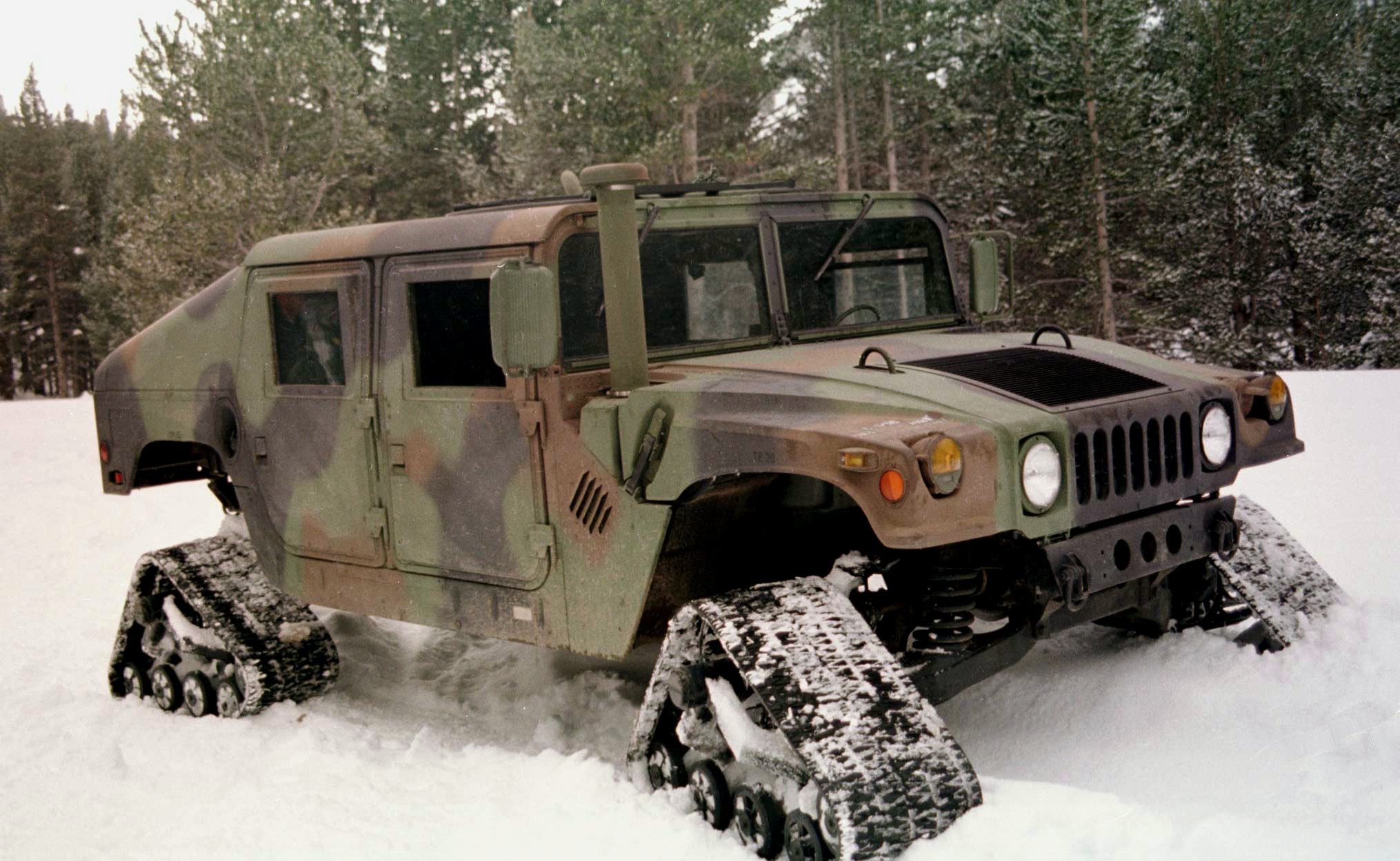
Un HMMWV con equipo especial para la nieve.

En respuesta a la vulnerabilidad de los HMMWV que funcionaban en Irak, se diseñaron e instalaron dos kits de blindaje para la parte de arriba en los M998. Estos kits, de los cuales hay varios tipos, incluyen puertas blindadas con el cristal a prueba de balas, las placas de armadura laterales y posteriores y un parabrisas balístico, y ofrecen en conjunto la mayor protección contra amenazas balísticas.
Como el papel de las fuerzas estadounidense en Irak cambió de luchar contra el ejército iraquí a suprimir las guerrillas, se fabricaron más kits de blindaje. Sin embargo, mientras que estos kits son mucho más eficaces contra todos los tipos de ataques y pesan entre 860 a 1000 kilogramos, tienen muchas de las mismas desventajas que la armadura improvisada. La armadura en la mayoría del HMMWV con blindaje arriba se porta bien contra ataques laterales.
Los kits de blindaje incluyen el kit de "blindaje de supervivencia" (PIDA), el FRAG 5, FRAG 6, tan bueno como los kits de mejora al M1151. El FRAG 5, el más reciente kit de blindaje, ofrece una mayor protección pero puede todavía ser inadecuado para detener ataques de "proyectiles explosivamente formados" (siglas EFP en inglés). El FRAG 6, aún en desarrollo, no obstante su fuerte protección, tiene un costo más alto. Se le agregan 450 kilogramos al vehículo sobre el FRAG 5 y la anchura del vehículo es aumentada en 61 milímetros. Además, las puertas pueden requerir un dispositivo mecánico de ayuda para abrir y cerrar. Otra desventaja es que en un accidente o ataque, las puertas pesadamente blindadas tienden a atorarse, atrapando a las tropas e impidiendo su evacuación.
Los militares de los Estados Unidos actualmente están evaluando una nueva forma de protección desarrollada por BAE Systems tan eficiente como los sistemas diseñados por el ejército. Los asientos de los nuevos artilleros están protegidos por 45,72-60,96 mm), de placas de acero altas, con las ventanas de cristal a prueba de balas.

### Alternativas
En 2007, el Cuerpo de Marines de los Estados Unidos anunció la intención de sustituir todos los HMMWV en Irak por vehículos blindados contra minas (MRAP) y ha publicado los contratos para la compra de varios miles de estos vehículos, que incluyen el BAE OMC RG-31, el BAE RG-33, etcétera.
Modelos más pesados de vehículos de la infantería se pueden también utilizar para patrulla. Una debilidad es su tamaño, que ha limitado su despliegue en Afganistán porque es demasiado grande para muchos medios de transporte aéreo. Este tamaño también limita la capacidad para que el vehículo sea manipulado en ciertas situaciones.

### Reemplazo

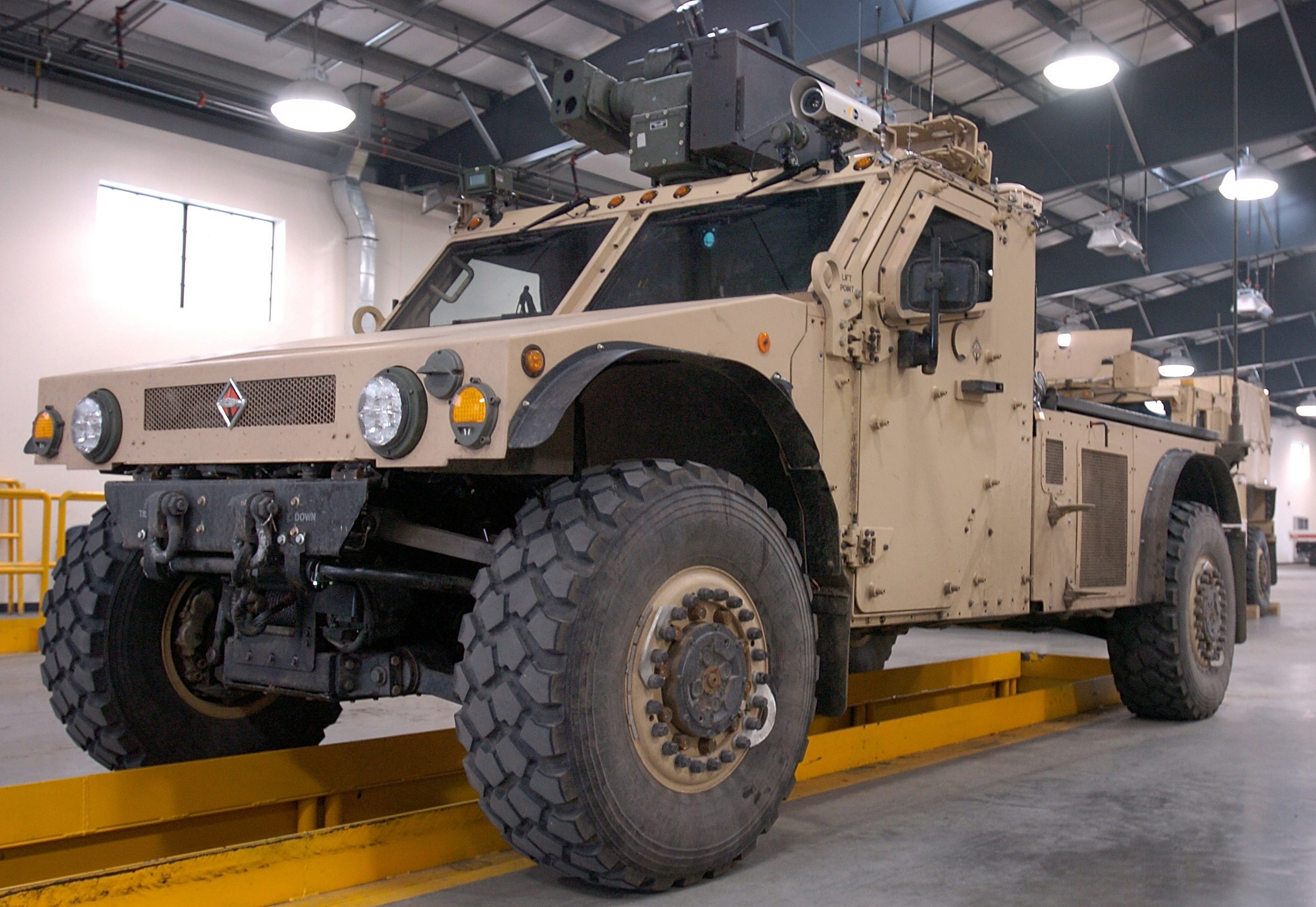
El prototipo del International FTTS.

El proceso del reemplazo del HMMWV está siendo impulsado por las Fuerzas Armadas de Estados Unidos. Actualmente, se encuentran persiguiendo varias iniciativas para sustituirlo a corto y largo plazo. Los esfuerzos inmediatos, utilizan los vehículos comerciales disponibles, como parte del programa MRAP. Los esfuerzos a largo plazo incluyen el vehículo táctico ligero común y los programas de los sistemas tácticos futuros del carro, que se centran actualmente en los requisitos para el reemplazo del HMMWV y la investigación y evaluación de la tecnología. Varios prototipos de vehículos, tales como el "MillenWorks Light Utility Vehicle", "Internacional FTTS" y el "ULTRA AP", se han construido como parte de estos esfuerzos.

## Características
Existen al menos 17 variantes del Humvee en servicio con las Fuerzas Armadas de los Estados Unidos. Están en servicio los transportes de carga y tropas, plataformas de armas automáticas, ambulancias, portadores del misiles M220 TOW, motores de obús M119, pedestal del M1097, entre otras variantes. Es capaz de vadear hasta 76 centímetros normalmente, o 1.5 metros con el kit instalado. El equipo opcional incluye un torno (capacidad de carga máxima 2700 kilogramos), y blindaje suplementario. Los portadores de armamento M1025, M1043 y M1044 proporcionan montaje y capacidades para el lanzagranadas Mk 19, la ametralladora pesada Browning M2, las ametralladoras M240B y G y M249. El M1114 también ofrece un montaje similar de armas.

## Historia operacional

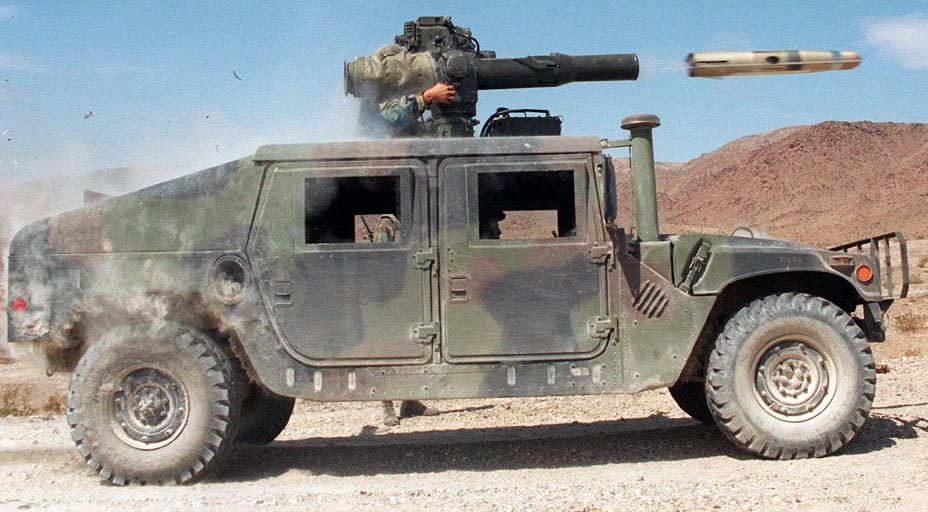
Un HMMWV lanzando un misil BGM-71 TOW.

El HMMWV se ha convertido en la espina dorsal de los vehículos de las fuerzas de los Estados Unidos alrededor del mundo. Más de 10 000 fueron utilizados durante las acciones militares en Irak por las fuerzas de los Estados Unidos y en distintas operaciones en todo el mundo. El HMMWV fue diseñado, sobre todo, para el transporte de personal.
Como el Jeep anterior, el HMMWV básico no tiene ningún blindaje o protección contra amenazas. Sin embargo, las pérdidas eran relativamente bajas en operaciones convencionales, tales como la Operación Tormenta del Desierto. Los vehículos y los equipos sufrieron daños considerables y pérdidas durante la batalla de Mogadiscio, debido al paisaje urbano. Sin embargo, con el aumento de conflictos el HMMWV ha estado en servicio en papeles de combate urbano, para los cuales no fue diseñado originalmente.
Después de la guerra civil somalí, los militares reconocieron que necesitaban un HMMWV con protección y blindaje. Así desarrollaron el M1114, un HMMWV armado para soportar ataques pequeños. El M1114 ha estado en producción limitada desde 1996. Este diseño es superior al M998 con un motor mejor y más grande, aire acondicionado y un sistema de suspensión reforzado. Más relevante es que posee el área de pasajeros completamente blindada por un cristal especial con acero y a prueba de balas. Con el aumento de ataques directos y de guerrillas en Irak se ha incrementado la producción de estos vehículos, aunque se están sustituyendo en determinados casos por vehículos MRAP, más apropiados para sobrevivir a ataques con proyectiles explosivos y emboscadas.
Un Humvee estadounidense fue capturado por el ejército yugoslavo durante la guerra de Kosovo y está actualmente en exhibición delante del edificio militar del museo, en el parque de la fortaleza de Kalemegdan, Belgrado, Serbia.

## Operadores

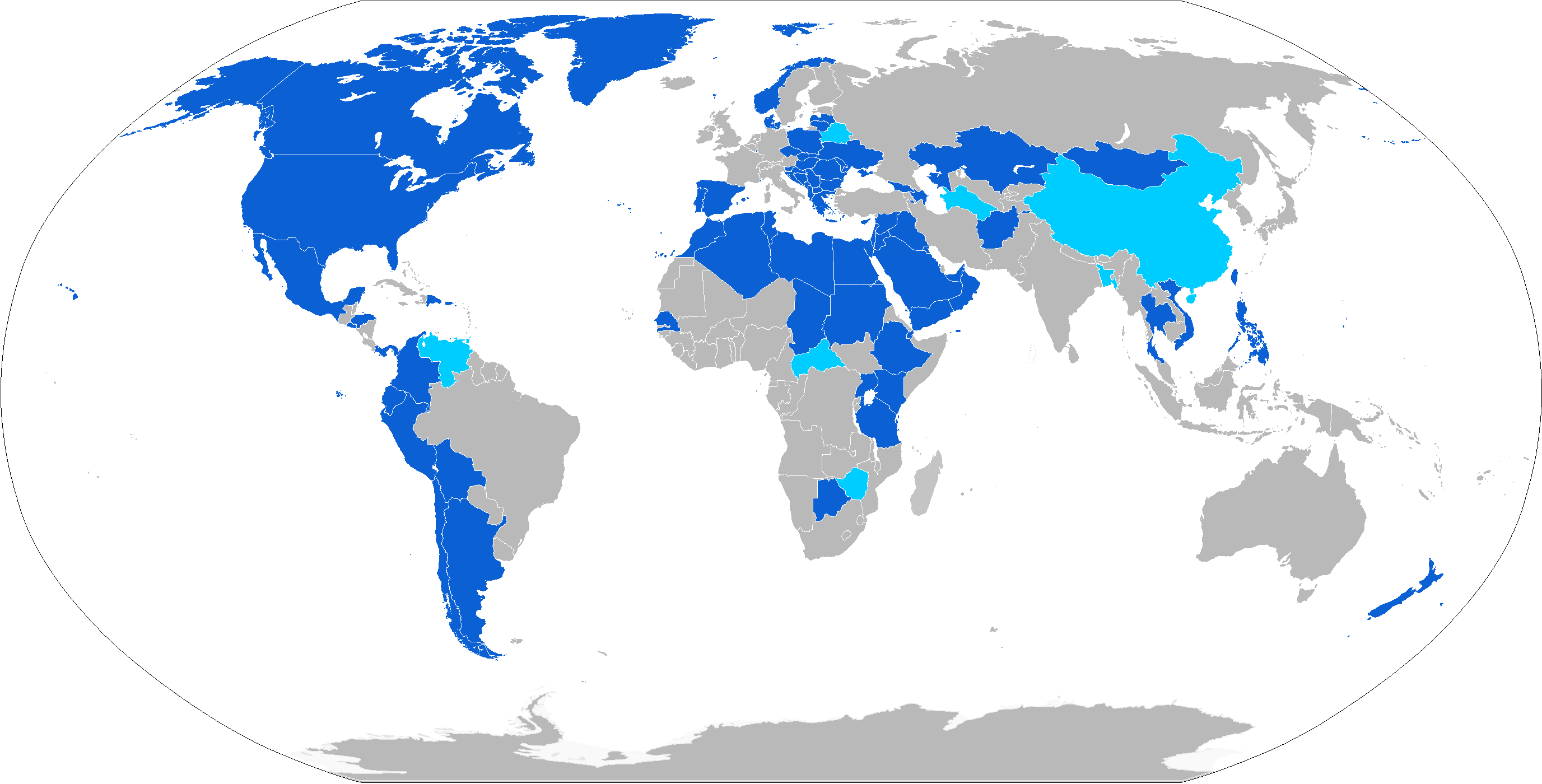
Mapa de los operadores del HMMWV. En azul oscuro se muestran los operadores del Humvee original, y en azul claro los operadores de copias chinas del HMMWV.

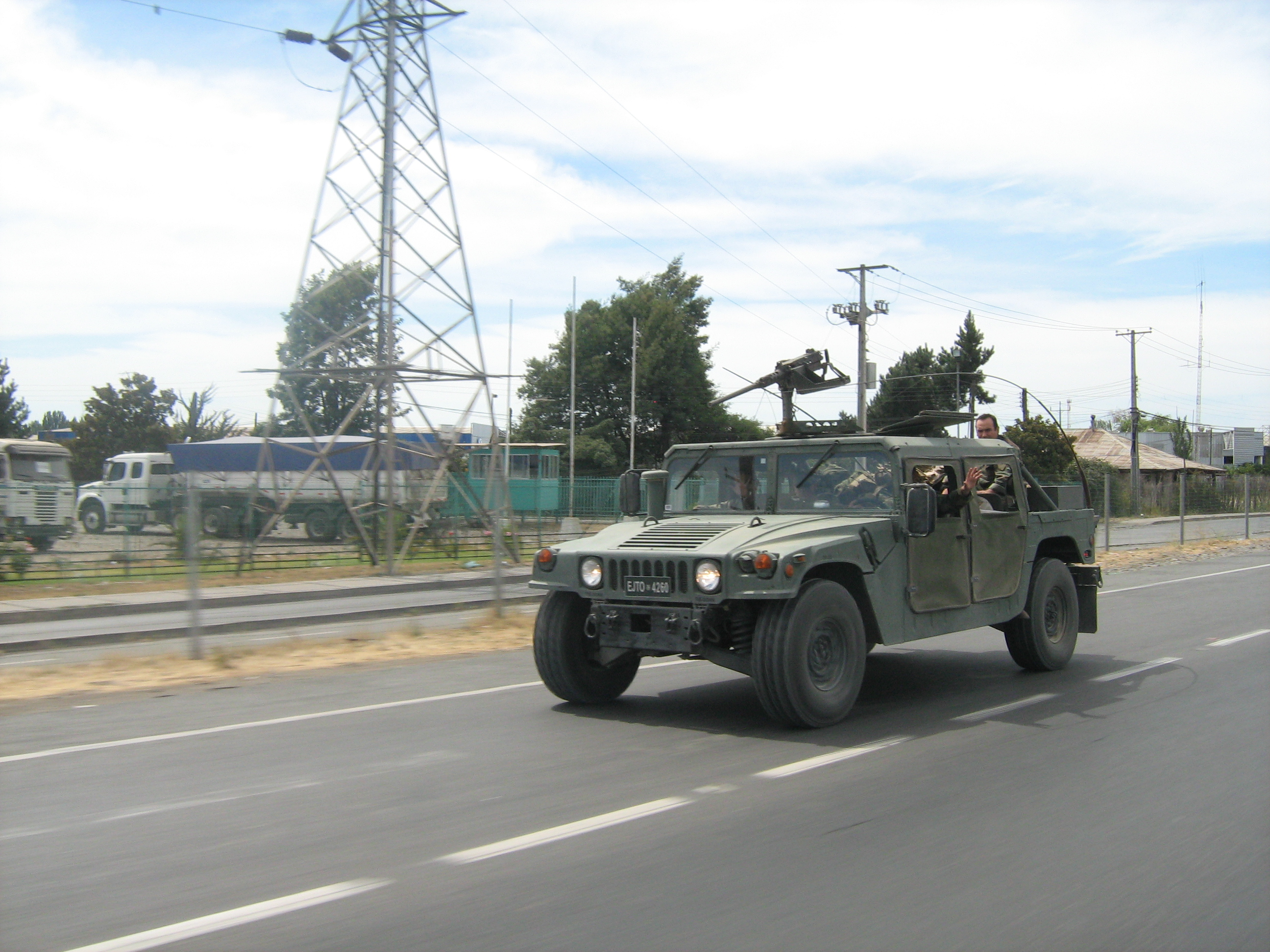
Humvee del Ejército de Chile prestando colaboración en el terremoto de 2010

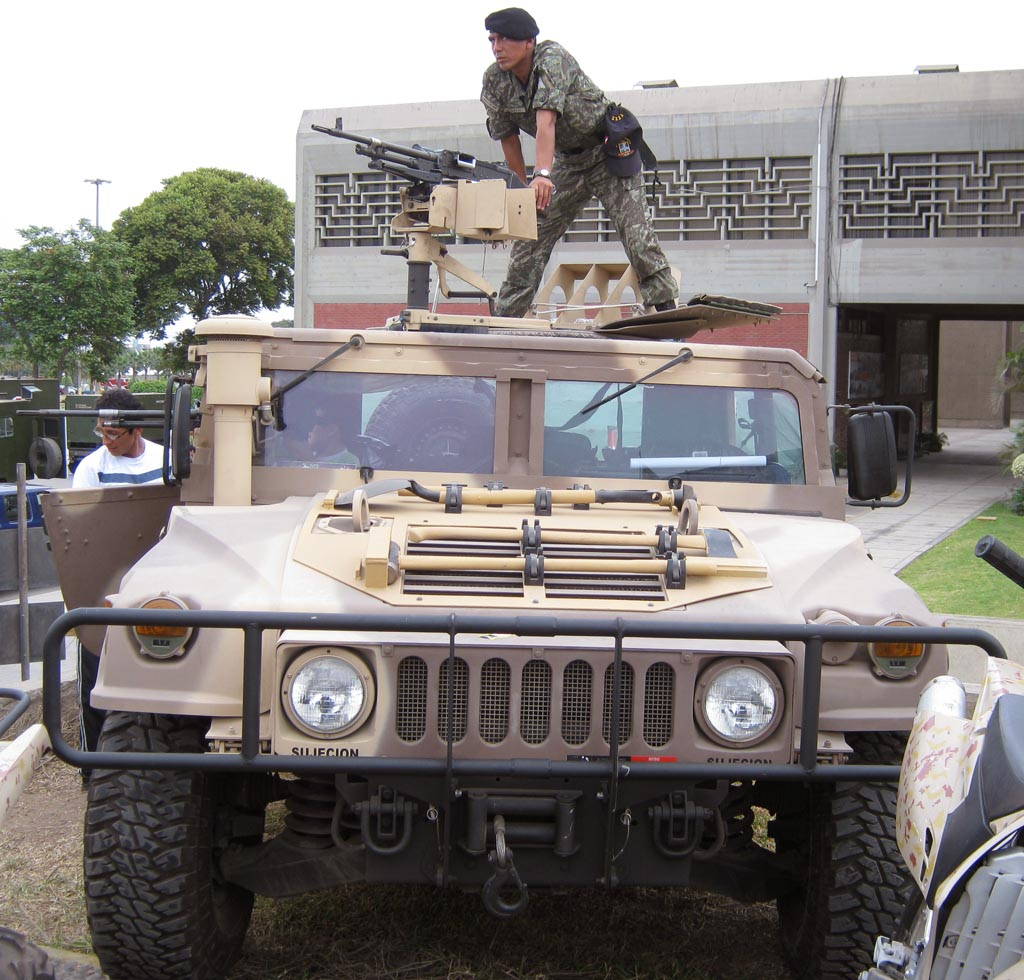
Humvee del Ejército del Perú en el SITDEF.

humvee de la Infantería de Marina de Colombia

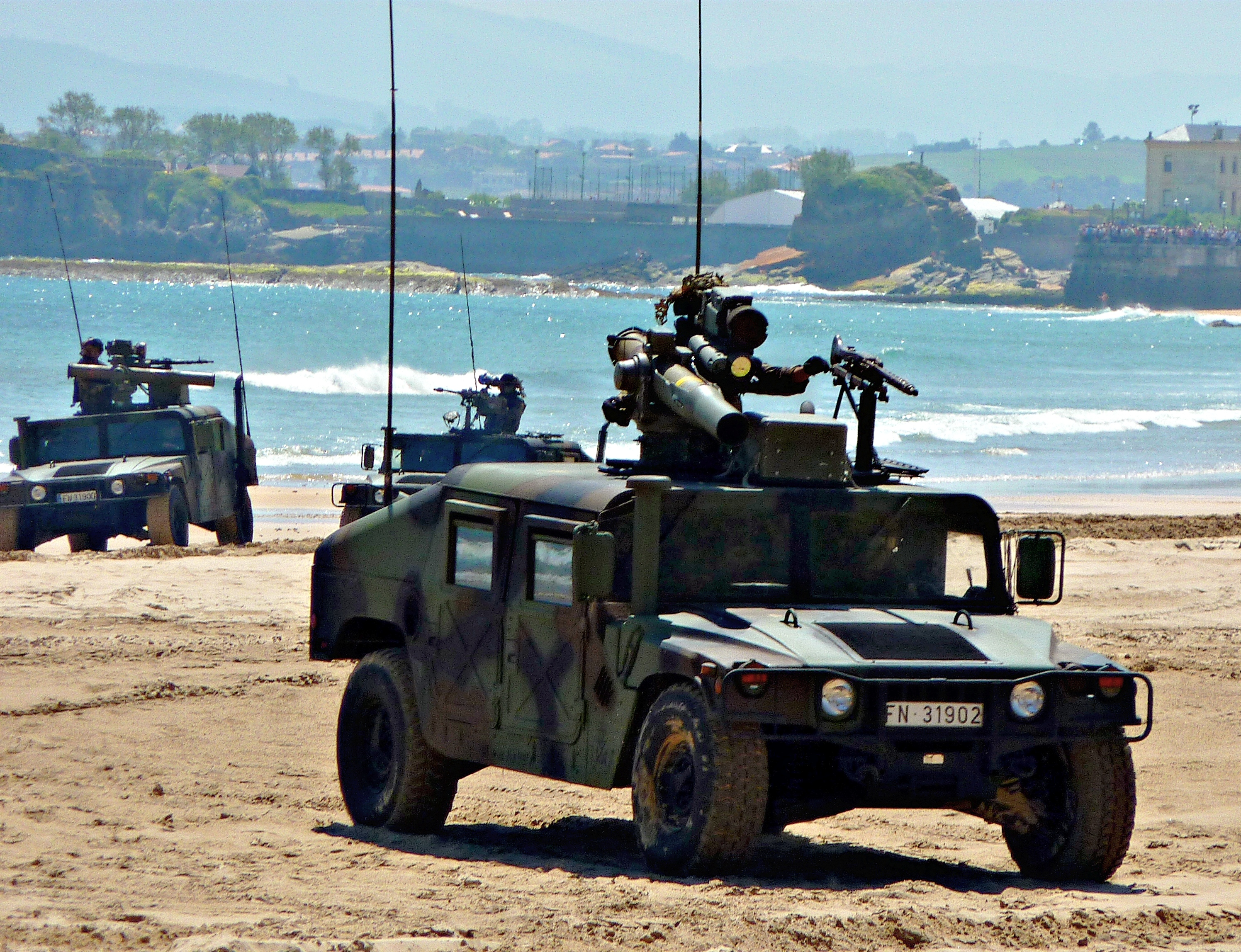
Hummer de la Infantería de Marina Española equipado con lanzamisiles BGM-71 TOW.

El Humvee es también usado en numerosos países de todo el mundo.
- Estados Unidos

230.000 unidades (Ejército de los EE. UU. Y Cuerpo de Marines de los EE. UU.)
- Afganistán

Usado por el nuevo ejército nacional afgano, se estima en 600.
- Albania

Más de 300.
- Arabia Saudita

Cantidad desconocida.
- Argelia

Más de 200.
- Argentina

Ejército Argentino: 560 vehículos, la Fuerza Aérea Argentina: 30; y la Infantería de Marina Argentina: 50 vehículos.
- Bosnia y Herzegovina

Adquirió un pequeño número para las unidades destacadas en Irak.
- Chile

Aproximadamente 565 M-1097 en el Ejército de Chile y 100 M-998 el CIM de la Armada de Chile. Total 655. Recientemente se han visto ejemplares en la Fuerza Aérea de Chile.
- China

Cantidad desconocida.
.
- Colombia

Cuenta con 812 unidades operativas. En 2020 compró un lote de 12 unidades de segunda mano a Estados Unidos.
- Croacia

Adquirió 42 vehículos para las unidades destacadas en Afganistán.
- Ecuador

Más de 130 vehículos operados por el Ejército del Ecuador y una cantidad desconocida de la Infantería de Marina.
- Egipto

Más de 1000.
- Eslovenia

30.
- España

Usados solo por la Infantería de Marina (123) y la Guardia Civil. El Ejército de Tierra, el Ejército del Aire y el Cuerpo Nacional de Policía usan el URO VAMTAC, de similares características.
- El Salvador

Posee 50 vehículos adquiridos del Ejército de los Estados Unidos.
- Filipinas

Cantidad desconocida.
- Grecia

Más de 5000 fabricados en Grecia por ELBO bajo licencia de AM General.
- Honduras Adquirió 50 para las Fuerzas Armadas de Honduras Pero en 2024 solo quedaban alrededor de 20 a 25 vehículos

- Irak

Usado por el Nuevo Ejército Iraquí y las Fuerzas de Seguridad de Irak.
- Israel

Más de 2000.
- Kosovo

50-80, usados por el Servicio de Policía de Kosovo y Cuerpos de Protección de Kosovo.
- Letonia

Cantidad desconocida.
- Líbano

230.
- Libia

200
- Lituania

Cantidad desconocida.
- Luxemburgo

Cantidad desconocida.
- Macedonia del Norte

56.
- México

México es el Principal Operador De HMMWV (Humvees) en América Latina con 6000 vehículos. El departamento de defensa de los Estados Unidos adjudicó un contrato a AM General para la fabricación de 2,200 Vehículos M1152 a AM General, que reemplazaran los vehículos de la SEDENA de mediana edad.
- Marruecos

Más de 450.
- Perú

70.
- Polonia

217.
- Portugal

48.
- República Checa

Principalmente para la 601.ª Unidad de Fuerzas Especiales.
- República Dominicana

100 unidades Usados por el Ejército Dominicano
- Nicaragua 50 comprados a EE. UU. para las fuerzas especiales
- Rumania

8.
- Serbia

50 con mejoras especiales usados por la unidad antiterrorista PTJ.
- República de China
- Tailandia
- Turquía
- Ucrania

2500 vehículos, donados por Estados Unidos para la fuerza de paz formada por Ucrania y Polonia (UKRPOLBAT) en Kosovo.
- Venezuela

El ejército compró algunas unidades durante los años 1990 y también es utilizado como vehículo policial en algunos estados federales del país. En su reemplazo, se ha implementado un desarrollo propio: el vehículo TIUNA, de similares prestaciones. La Guardia Nacional ya no usa estos vehículos.

### Vehículos similares
- / VLEGA Gaucho
- Pinzgauer
- Agrale Marrúa
- URO VAMTAC
- GAZ-2975 Tigr

### Listas relacionadas
- Anexo:Materiales de la Infantería de Marina Española
- Anexo:Equipamiento del Ejército Argentino